# Calamagrostis austrodensa
Calamagrostis austrodensa är en gräsart som beskrevs av Rafaël Herman Anna Govaerts. Calamagrostis austrodensa ingår i släktet rör, och familjen gräs. Inga underarter finns listade i Catalogue of Life.